# Comuna Găiseni, Giurgiu
Găiseni este o comună în județul Giurgiu, Muntenia, România, formată din satele Cărpenișu, Căscioarele, Găiseni (reședința) și Podu Popa Nae.

## Așezare
Comuna se află la marginea de nord a județului, la limita cu județul Dâmbovița, pe malurile Argeșului și ale Sabarului. Este străbătută de șoseaua județeană DJ401A, care o leagă spre sud de Florești-Stoenești (unde se intersectează cu autostrada A1) și Bolintin-Vale, și spre nord-vest în județul Dâmbovița de Potlogi, Odobești, Costeștii din Vale, Mătăsaru, Mogoșani și Găești (unde se termină în DN7).

## Demografie
Componența etnică a comunei Găiseni
     Români (89,48%)
     Romi (1,15%)
     Alte etnii (0%)
     Necunoscută (9,37%)
Componența confesională a comunei Găiseni
     Ortodocși (89,38%)
     Alte religii (1,15%)
     Necunoscută (9,47%)
Conform recensământului efectuat în 2021, populația comunei Găiseni se ridică la 5.131 de locuitori, în scădere față de recensământul anterior din 2011, când fuseseră înregistrați 5.514 locuitori. Majoritatea locuitorilor sunt români (89,48%), cu o minoritate de romi (1,15%), iar pentru 9,37% nu se cunoaște apartenența etnică. Din punct de vedere confesional, majoritatea locuitorilor sunt ortodocși (89,38%), iar pentru 9,47% nu se cunoaște apartenența confesională.

## Politică și administrație
Comuna Găiseni este administrată de un primar și un consiliu local compus din 15 consilieri. Primarul, Gheorghe Manea[*], de la Partidul Național Liberal, este în funcție din 2012. Începând cu alegerile locale din 2024, consiliul local are următoarea componență pe partide politice:
|  | Partid                          | Consilieri | Componența Consiliului | Componența Consiliului | Componența Consiliului | Componența Consiliului | Componența Consiliului | Componența Consiliului | Componența Consiliului | Componența Consiliului | Componența Consiliului | Componența Consiliului |
|  | ------------------------------- | ---------- | ---------------------- | ---------------------- | ---------------------- | ---------------------- | ---------------------- | ---------------------- | ---------------------- | ---------------------- | ---------------------- | ---------------------- |
|  | Partidul Național Liberal       | 10         |                        |                        |                        |                        |                        |                        |                        |                        |                        |                        |
|  | Partidul Social Democrat        | 3          |                        |                        |                        |                        |                        |                        |                        |                        |                        |                        |
|  | Alianța pentru Unirea Românilor | 2          |                        |                        |                        |                        |                        |                        |                        |                        |                        |                        |

## Istorie
La sfârșitul secolului al XIX-lea, comuna făcea parte din plasa Bolintin a județului Dâmbovița și era formată din satele Cărpenișu și Găiseni, cu 2000 de locuitori. În comună se găseau o mănăstire, două biserici și o școală rurală. La acea vreme, pe teritoriul actual al comunei mai funcționa în plasa Neajlov a județului Vlașca, formată din satele Căscioarele, Golășei, Popa Nae, Poiana lui Stângă și Susani, cu 1340 de locuitori, o școală și o biserică.
Anuarul Socec din 1925 consemnează comuna Găiseni în plasa Ghergani a județului Dâmbovița, având 1860 de locuitori în aceleași două sate; și comuna Căscioarele în aceeași plasă Neajlov din județul Vlașca, având 1704 locuitori în satele Căscioarele și Podu Popa Nae.
În 1950, comunele au fost transferate raionului Răcari din regiunea București. În 1968, comunele au trecut la județul Ilfov, iar comuna Căscioarele a fost desființată, satele ei trecând la comuna Găiseni. În 1981, o reorganizare administrativă regională a dus la transferarea comunei la județul Giurgiu.

## Monumente istorice
În comuna Găiseni se află fostul schit Strâmbul (secolele al XVI-lea–al XVII-lea), monument istoric de arhitectură de interes național aflat pe DJ401A în zona satului Găiseni. Ansamblul este alcătuit din ruinele caselor monahale și din biserica „Sfântul Nicolae” (ridicată în 1515, cu transformări din secolele al XVII-lea și al XVIII-lea).
În rest, alte două obiective din comună sunt incluse în lista monumentelor istorice din județul Giurgiu ca monumente de interes local, ambele clasificate ca monumente de arhitectură: conacul N. Dobrin (sfârșitul secolului al XIX-lea), astăzi centru de recuperare și reabilitare neuropsihiatrică, aflat la 100 m de biserica din Cărpenișu; și mănăstirea Căscioarele (secolele al XVII-lea–al XVIII-lea), ansamblu aflat în satul Căscioarele, la intersecția drumurilor comunale DC190 și DC187, și alcătuit din biserica Vovidenia (1725), turnul-clopotniță (1753) și zidul de incintă din secolele al XVII-lea–al XVIII-lea, demolat până la fundație la mijlocul secolului al XX-lea.